# Кадмий
Кадмият (Cd) е мек, ковък, силно токсичен сребристобял метал с пореден номер 48 в периодичната система на елементите. В много отношения е сроден с цинка, но образува по-сложни химически съединения. Елементът е открит от немския химик Фридрих Щромайер (Fredrich Stromeyer) през 1817 година. Това е рядък елемент, заема 1,3 .10 – 5 % от масата на земната кора. В рудите кадмият обикновено се среща заедно с цинка. За връзката му с цинка показва и названието на този елемент: с гръцката дума „кадмея“ отдавна са наричани цинковите руди и цинковият оксид, в които е открит кадмият.
В природата кадмият се среща в: медни, цинкови и оловни руди, а също и под формата на минерала гринокит, който представлява кристален кадмиев сулфид (CdS).

## Характеристики

### Физични свойства
По химични и физични свойства кадмият най-много прилича на цинка. Той е
сребристо бял, мек метал, лесно се кове и валцова.

### Химични свойства
На въздуха металът потъмнява, като се покрива с оксиден слой от CdO, който го предпазва от по-нататъшно окисление. Кадмият взаимодейства с халогените. Той бавно се разтваря в киселини, но за разлика от цинка е устойчив на действието на алкални основи. Главната разлика се състои в доста ясно изразените основни свойства на хидроксида Cd(OH)2.
Металът реагира с киселини, както и с кислород при нагряване. Кадмият се използва за антикорозионни покрития, за производството на регулиращи устройства на ядрените реактори, влиза в състава на някои нискотопими сплави, и за изработването на батерии, пластификатори и пигменти.
Някои съединения на кадмия са ярко оцветени. Поради това от CdS се получават жълти бои с различни оттенъци. В лаковата промишленост се използва т.нар. кадмопон; той се получава в резултат на следната реакция, като и двата продукта падат във вид на утайка:
{\displaystyle {\ce {CdSO4 + BaS -> CdS v + BaSO4 v}}}

## Приложение
Хелиево-кадмиевите лазери са източници на синя и ултравиолетова лазерна светлина. Те работят при 325 или 422 nm и се използват във флуоресцентните микроскопи и в различни лабораторни експерименти. Кадмиевият селенид, възбуден с ултравиолет, излъчва ярка светлина, чийто цвят може да бъде зелен, жълт или червен в зависимост от размера на частиците. Използва се за онагледяване на биологични тъкани във флуоресцентния микроскоп.

## Действие върху човека и природата
Постъпването на завишено количество кадмий в човешкия организъм води до анемия, поражение на черния дроб и бъбреците, кардиопатии – термин, употребяван за заболявания на сърцето с неясна причина, емфизема на белите дробове (атрофия на преградките между отделните алвеоли), остеопороза, деформация на скелета, развитие на хипертония. Симптоматика за отравяния от кадмий е белтък в урината, поражения на централната нервна система, остри болки с костите. Кадмият влияе и върху кръвното налягане и може да бъде причина за образуване на камъни в бъбреците.
Пределно допустимата концентрация на кадмий във води за питейно-битови нужди в България е 0,005 mg/l.
Понижаване концентрацията на разтворените съединения на кадмия се постига чрез утаяване на кадмия като хидроокис и карбонат или чрез използване на организми, които го акумулират.
Риск от интоксикация с кадмий имат работещите в среда, свързана с добива му, електролизата му, галванотехници и други. Някои бижута съдържат кадмий.
Проникването на кадмия става по дихателен път и през наранена кожа. По-малко от 50 % от вдишвания кадмий се абсорбира. Отлага се в черния дроб, от там бавно преминава в бъбреците, където се установяват най-високите му концентрации. Отделянето на кадмия от организма е много бавно. Необходими са около 10 години, за да се отдели половината от количеството му в черния дроб и бъбреците.
Освен чрез вдишване, кадмият може да проникне в организма и чрез храносмилателния тракт. Той се утаява в почвата, откъдето попада в растенията и чрез храната попада в организма.
При продължителна експозиция на ниски концентрации на кадмий, критичен орган са бъбреците. Те се увреждат необратимо след надвишаване нивото на кадмия в бъбречната кора над 200 mg/kg. Липсват достатъчно данни за канцерогенната активност на кадмия и евентуалната му връзка с рака на простатата и белия дроб, поради което Международната агенция за проучване на рака го класира в група 2В, т.е. без доказан риск за човека. По тази причина допустимите концентрации на кадмия във въздуха не се определят на базата на канцерогенен ефект.
Оплакванията при кадмиево отравяне включват златисто-кафява пигментация на шийката на зъбите, атрофичен ринит, нарушение на обонянието, белодробен емфизем, гастрит, колит, нарушена гломерулна функция с протеинурия, болки по костите и ставите и други. Кадмият има канцерогенно действие по отношение простатната жлеза.
Диагнозата се поставя според професионалната анамнеза, клиничната картина и наличието на кадмий в кръвта и урината.
Лечението отново е с хелатори на металът, които спомагат естественото му отделяне от организма с урината. Използват се EDTA, D-penicillamin (Cuprenil) и витаминотерапия.
Кадмият е метал, който в природата се среща заедно с цинка. По тази причина най-честият източник на замърсяване на атмосферния въздух е производството на цинк. Другите металургични производства също могат да бъдат източник на замърсяване с кадмий. Той се отделя в атмосферата при изгаряне на отпадъци. Съдържа се още и в тютюневия дим.
В природните води кадмият постъпва в резултат на разлагането на водни организми, които са способни да го натрупват в себе си. Съединения на кадмий в повърхностните води може да има в резултат от замърсяване с отпадъчни води от оловно-цинкови завод, рудообогатителни предприятия, при производството на сярна киселина или от галванични цехове.
Разтворими съединения на кадмия във водата са предимно минерални и органо-минерални комплекси.
Опасни за човешкия организъм са всички химични форми на кадмия.
Свързан е с проблемите на децата при учението в училище. Всяко дете е изложено на въздействието му.
Вече са налице признаци, че кадмият – широко разпространен замърсител, който получава твърде малко внимание от страна на здравните експерти и регулаторите – може да е „новото олово“.
При децата с по-високи нива на кадмий е налице три пъти по-голяма вероятност да имат затруднения при учене и да се налага да участват в специални системи за образование, според едно ново проучване, водено от изследователи от Харвардския университет. Те са изследвали представителна група американски деца.
Абсорбиран от почвата, кадмият може да бъде намерен в определени храни като картофи, зърнени храни, слънчогледови семена и листни зеленчуци, както и тютюневи изделия. Той може да се намери и при някои евтини детски бижута.
Според учените, кадмият може да има опасни свойства, подобни на оловото, които променят начина, по който мозъкът на децата се развива. Необходими са повече изследвания, все пак, за да се потвърдят и усъвършенстват изводите от изследването относно потенциалните ефекти върху децата. Със сигурност обаче е нужно да се обърне повече внимание върху невротоксичните ефекти на кадмия у децата.
До този момент нервната система не е била проучвана в качеството ѝ на мишена за кадмия. Някои изследвания при възрастни работници обаче показват, че силното излагане на въздействието му може да предизвика неврологични проблеми, а някои малки, по-раншни проучвания при деца са установили, че е налице връзка с проблеми като умствена изостаналост и намален коефициент на интелигентност.
При продължително въздействие върху човека канцерогенът уврежда бъбреците и костите.